# Nicolas Dieuze
Nicolas Dieuze (Albi, 7 februari 1979) is een Franse voetballer (middenvelder) die sinds 2009 voor de Franse tweedeklasser Grenoble Foot uitkomt. Eerder speelde hij voor Toulouse FC, SC Bastia en Le Havre AC.